# 爱德温·查德威克
爱德温·查德威克（英語：Edwin Chadwick，1800年1月24日—1890年7月6日）是一位英国社会改革家，以其在改革英国济贫法和在城市公共卫生领域进行重大改革而闻名。

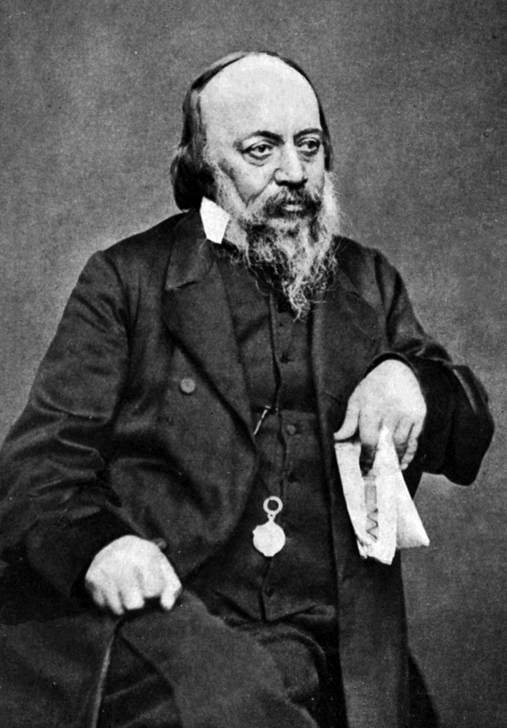
爱德温·查德威克爵士